# イバラモ目
イバラモ目（Helobiae）は、被子植物の目である。クロンキスト体系では、オモダカ亜綱の下位クラスに属している。花被は、多くは退化している。存在してもがく片と花弁に分化していないか、または単純な１枚の花被片になっている。

## 分類

### APG植物分類体系
APG植物分類体系では、イバラモ目の名称は使わない。

### クロンキスト体系
クロンキスト体系ではオモダカ亜綱に含まれ、下位クラスに10科が含む。
- 被子植物門 Magnoliophyta
  - 単子葉植物綱 Liliopsida
    - オモダカ亜綱 Alismatidae
      - イバラモ目 Najadales
        - レースソウ科 Aponogetonaceae
        - ホロムイソウ科 Scheuchzeriaceae
        - シバナ科 Juncaginaceae
        - ヒルムシロ科 Potamogetonaceae
        - カワツルモ科 Ruppiaceae
        - イバラモ科 Najadaceae
        - イトクズモ科 Zannichelliaceae
        - ポシドニア科 Posidoniaceae
        - シオニラ科 Cymodoceaceae
        - アマモ科 Zosteraceae

### 新エングラー体系
新エングラー体系では、単子葉植物綱に含まれ、下位クラスに9科を含む。
- 被子植物門 Magnoliophyta
  - 単子葉植物綱 Liliopsida
    - イバラモ目 Najadales
      - オモダカ科 Alismataceae
      - ハナイ科 Butomaceae
      - トチカガミ科 Hydrocharitaceae
      - ホロムイソウ科 Scheuchzeriaceae
      - レースソウ科 Aponogetonaceae
      - シバナ科 Juncaginaceae
      - ヒルムシロ科 Potamogetonaceae
      - イトクズモ科 Zannichelliaceae
      - イバラモ科 Najadaceae